# 倉吉農業博覧会
倉吉農業博覧会（くらよしのうぎょうはくらんかい）は、1993年（平成5年）に鳥取県倉吉市で開催された地方博覧会。

## 概要
- テーマ - 「フルーツコミュニケーション」
- キャンペーン名称 - フルーツコレクション倉吉’93
- マスコット - おいしいなっちゃん
- 会場 - 鳥取県倉吉市 倉吉市営ラグビー場
- 会期 - 平成5年8月7日～8月29日 23日間

## 入場料
|                    | 大人   | 高校生 | 小中学生 | 幼児 |
| ------------------ | ------ | ------ | -------- | ---- |
| 当日入場券         | 1500円 | 1200円 | 900円    | 無料 |
| 一般団体割引入場券 | 1300円 | 1000円 | 800円    | 無料 |
| 特別割引入場券     | 800円  | 600円  | 400円    | 無料 |

## 各ゾーンとパビリオン
◆太陽のゾーン◆
テーマ館
- エントランスはゴールド二十世紀梨のポット植通路。そこをぬけると、開花から収穫まで生育状況を紹介する「ゴールド二十世紀梨生育ステージ」。「歴史の検証コーナー」や「21世紀農業の展望コーナー」もある。
- テーマ館の中央に位置する「バイオの森」では、直径16mの8角ドーム内に、倉吉のフルーツや農作物を最新のバイオ技術で生育している。
- 次のコーナーには、鳥取県の未来の農林水産業をジオラマで紹介する「立体パノラマ」や、日本と世界のフルーツを紹介する「フルーツコーナー」、約40品目のトロピカルフルーツを展示する「熱帯果樹園」がある。

中国電力エネルギア館
- テーマ：「エネルギーがもつ限りない可能性」
- 出展：中国電力（株）
- パビリオン内部展示は、電気で農作物の生産管理をする「農業電化機器」（フラワーシェル）や、「野菜工場模型」「ロックウール水耕栽培」「逆さ野菜栽培装置」などを展示する。
- 屋外展示では、「太陽光発電システム」により光る「太陽光ひまわりモニュメント」や、ソーラーカー「追夢」を展示する。また、ミニソーラーカー試乗コーナーもある。

太陽の館（集合館）
- ISEKI館（井関農機）農業生産ロボットや野菜生産機械化システムなどを紹介する。
- NHK館（NHK鳥取放送局）高精細度テレビジョン（ハイビジョン）の展示や、朝の連続テレビ小説「ええにょぼ」のパネル展示。
- ヘルシー&グリーン館（キューアル）測定、トレーニング、リラクゼーションの3コーナーを設置した家庭内トレーニングルーム・ブース。
- キリン館（キリンビール）「人工種子」などの「アグリバイオ」分野の技術を紹介展示。
- クボタ館（クボタ）トラクター等の商品展示や、ハイビジョン映像や写真パネルで展示する「企業イメージコーナー」や「ファミリーコーナー」など。
- 熊谷組（熊谷組）「下水処理・圧縮空気製造兼用システム」など、エネルギーリサイクル・インフラシステムの提案、「Xanadu構想」の紹介。
- 倉吉フルーツ郵便局（倉吉郵便局）因州和紙の工法による紙すき体験コーナーや、果物や農業に関する切手コレクション、ふるさと小包フェアなど。
- どうねんアトムワールド（動力炉・核燃料開発事業団）超電導レーシングカーコーナーや、放射線をパネルやビデオで紹介するコーナーなど。
- JT養液栽培（日本たばこ産業アグリセンター松江）「毛管水耕方式」による新養液栽培システムの紹介。
- NEC COMCOM SQUARE（日本電気）「ボンバーマン'93」など、PCエンジンのゲームコーナーを体験。
- NTT館（日本電信電話）テレビ会議スタジオで全国各地のスタジオを結ぶビジュアルコミュニケーションを体験。
- SUBARUブース（富士重工業）VIVIOサファリラリー仕様車の展示など。
- 富士通電脳ランド（富士通）マルチメディアパソコン・FM TOWNSによるバーチャルトラベラーステージや、ゲームコーナーなど。
- 三菱化成バイオ・ワンダーランド（三菱化成）三菱化成のバイオテクノロジー分野の研究成果と、各分野への貢献の紹介。
- 三菱農機館（三菱農機営業本部島根営業所）「リモコントラクター」「不耕起移植機（クイック田植機）」「表層代掻同時移植機（ハロー田植機）」の展示。
- 安川電機ロボット館（安川電機）産業用ロボット「モートマン」による獅子舞を実演。
- 大韓民国農水産物展示館（韓国物産）日韓農業交流や食文化交流を紹介。

◆市のゾーン◆
- 3本のストリートに、様々な「実り」の店が立ち並んでいる。
- 出店：寿製菓（株） サンハッピー（株）　UCC上島珈琲（株） 日本たばこ産業（株） （株）ケンパン （有）鳥取画材 中手商事（株） （株）富士美健 JA倉吉市 倉吉ふるさと物産館 トキワテント （株）林観光社 （株）大阪有線放送社 （株）三峰 アーサーシルクカンパニー 陣場産業 （株）新藤 エバプロスコ 丸隆物産 （株）京都クリエイツ （有）ボン・フィリオ 和泉屋商会 大山乳業農業協同組合 フラワーガーデン中部花壇 （株）東部アルビ 蒜山酪農農業協同組合 北陽（株） 韓国物産（株） （有）サンクリエイト 宝製菓（株） 香林 （株）日農

◆大地のゾーン◆
大地の館
- 大地のめぐみJA館 テーマ：「彩り、香り、新鮮、倉吉いきいき農業」

「コメのコレクションファーム」：「ごはんが築く明るい未来」お米ギャラリーや低農薬有機栽培米「倉吉つやつやっ娘」など、米に関する展示。
「フルーツコレクションファーム」：「安全、高品質、信頼」倉吉プリンスメロンや実生スイカ、二十世紀梨などの展示や、メロン・スイカの空中栽培、自動制御のハウス、特産のユリやバラの花壇など。
「大地のめぐみの樹」：大地のめぐみの樹をイメージしたリンゴや、ハーブ・エディブルフラワーが植えられている。
- 実りの仲間館：倉吉市周辺の中部9町村の共同出展

出展町村：赤碕町、東郷町、三朝町、北条町、東伯町、大栄町、泊村、羽合町、関金町
ヤンマー館
- 出展：ヤンマー農機（株）
- ヤンマーの農機の展示と、耕運機などの実演フィールドなど。

フルーツ劇場
- 主なイベントは下記参照。

◆プレイングゾーン◆
春の小川水族館
- 主催：鳥取県中部中小企業青年中央会
- 倉吉を流れる天神川に棲む生き物を中心に、約150種類の水中生物を水槽に展示する。水中ビデオの放映も。
- 屋外では、めだかやどじょうが泳ぐ池があり、どじょうのつかみ取り体験もある。
- マスコットキャラクター「なまずのなっちゃん」のオリジナルグッズコーナーで、グッズを販売。

プレイランド
- 主な遊具：「オクトパス」「スーパーチェア」「ドラゴンコースター」「スリラーマンション」「アポロ2000」「バンパーボート」「アストロライナー」など。全て有料。

日鉄プールサイド・マリンリゾートスクエアー
- 出展：日鉄スチール鋼板建材株式会社
- カヌーやヨットなどのリゾートアイテムが約60点勢ぞろい。マリンスポーツが楽しめる。

## フルーツ劇場イベント
- 開会式・田中みつとしコンサート(8/7)
- 「全山陰カラオケ選手権大会」ゲスト・滝里美、門脇陸男、永井みゆき(8/8)
- 「趣味の園芸フェア」NHK公開番組(8/9)
- 「FM山陰・NHKFMサマーライブ」ラジオ公開番組、ゲスト・陣内大蔵(8/10)
- 「’93フィットネスフェスタ・イン・フルーツ博」鳥取県エアロビック連盟(8/14)
- 谷本堅二コンサート(8/15)
- 西村知美コンサート(8/16)
- C.C.ガールズセクシーフルーツコレクション(8/17)
- 韓国舞踊（8/18・19）
- 「ひるの散歩道」NHKラジオ公開番組、ゲスト・神野美伽、尾鷲義人、長保有紀、三笠優子(8/20)
- ファンタジックコンサート(8/21)
- マルタコンサート(8/28)
- ロックフェスティバル(8/29)

## 参考資料
- フルーツコレクション倉吉’93公式ガイドブック（倉吉市制40周年記念事業農業博覧会実行委員会)
- フルーツコレクション倉吉’93パンフレット各種